# Masta Ace
Masta Ace (nacido como Duval Clear el 4 de diciembre de 1966) es un rapero estadounidense de Brooklyn, Nueva York. Apareció en el clásico posse cut de Juice Crew "The Symphony" en 1988. Está considerado uno de los mayores raperos (y también uno de los más infravalorados) de la historia gracias a su estilo impecable y humilde, sus letras se centran principalmente en las vivencias callejeras de la gente humilde y trabajadora, aunque también narra diversas otras historias siempre dentro del entorno callejero. About.com lo citó en el puesto número 23 en su lista de los 50 mejores raperos, y esta misma página lo citó en el número 2 en su lista de raperos más infravalorados, solo por detrás de AZ. Es conocido por sus habilidades en el rap y por influir en otros MCs, como Eminem. Aunque nunca haya llegado a vender muchos discos, todos sus álbumes están considerados clásicos y piezas maestras dentro de la escena del hip hop, ganándose el respeto de todos los amantes del género, quienes lo consideran como uno de los más grandes e influyentes a pesar de ser relativamente poco conocido.

## Discografía
- Take a Look Around (1990)
- SlaughtaHouse con Masta Ace Incorporated (1993)
- Sittin' on Chrome con Masta Ace Incorporated (1995)
- Disposable Arts (2001)
- A Long Hot Summer (2004)
- The Show con eMC (2008)
- Arts & Entertainment con Edo G (2009)
- A Breukelen Story con Marco Polo (2018)